# Tom Bramel
Tom Bramel (Groessen, 24 juli 2005) is een Nederlands voetballer die speelt als doelman. In augustus 2024 debuteerde hij voor Vitesse.

## Clubcarrière
Bramel speelde in de jeugd van Sportclub Groessen en DVV Duiven. In 2016 zou hij op proef gaan bij De Graafschap, maar toen hij de kans kreeg om bij Vitesse in de opleiding te gaan spelen besloot hij dat te doen. Tijdens het seizoen 2023/24 zat Bramel tweeëndertig keer op de reservebank in de Eredivisie, maar hij viel geen enkele keer in. Na de degradatie naar de Eerste divisie tekende hij op 8 augustus 2024 een nieuw contract bij de club, tot medio 2026. Een dag later maakte Bramel zijn professionele debuut, toen hij van coach John van den Brom in de basis mocht starten tegen Telstar. Namens die club scoorde Danny Bakker twee keer en Zakaria Eddahchouri eenmaal, Vitesse deed via Marcus Steffen en Tomislav Gudelj wat terug: 2–3. Aan het einde van de maand augustus maakte Van den Brom bekend dat Bramel voor het seizoen 2024/25 de eerste keuze onder de lat zou zijn.

## Clubstatistieken
| Seizoen | Club    | Competitie     | Competitie | Competitie | Beker | Beker | Internationaal | Internationaal | Totaal | Totaal |
| Seizoen | Club    | Competitie     | Wed.       | Dlp.       | Wed.  | Dlp.  | Wed.           | Dlp.           | Wed.   | Dlp.   |
| ------- | ------- | -------------- | ---------- | ---------- | ----- | ----- | -------------- | -------------- | ------ | ------ |
| 2023/24 | Vitesse | Eredivisie     | 0          | 0          | 0     | 0     | —              | —              | 0      | 0      |
| 2024/25 | Vitesse | Eerste divisie | 13         | 0          | 0     | 0     | —              | —              | 13     | 0      |
| Totaal  | Totaal  | Totaal         | 13         | 0          | 0     | 0     | 0              | 0              | 13     | 0      |

Bijgewerkt op 8 november 2024.